# Myospila magnatra
Myospila magnatra este o specie de muște din genul Myospila, familia Muscidae, descrisă de Wei în anul 1991. Conform Catalogue of Life specia Myospila magnatra nu are subspecii cunoscute.